# Salmo 4
El Salmo 4 es el cuarto salmo del Libro de los Salmos. Su autoría se asigna tradicionalmente al rey David, pero su autoría no es aceptada por los eruditos modernos. El título latino del salmo es Cum invocarem.
El texto del salmo es un reflejo de David hablando a todos los pecadores mientras se dirigía a Absalón. El mensaje del salmo es que las victorias de los pecadores son solo temporales y sin sentido, y que solo el arrepentimiento puede traer verdadera felicidad. Es una petición a Dios de liberación de angustias pasadas.

## Contexto
Este es el primer salmo con un instrumento musical, cuerdas, mencionado en el título.También hubo un 'selah' que termina el salmo anterior, el Salmo 3. Sin embargo, no hay acuerdo sobre lo que significaba 'selah'. Las vistas modernas populares pueden incluir una pausa, una reflexión o un levantamiento. Poéticamente, si selah es una conexión, es como si David recitara su Salmo 3, luego hiciera una pausa y comenzara a cantar, continuando con su arpa. Los temas serán la adoración falsa y verdadera, pero también la satisfacción verdadera y falsa. "Anhelan la prosperidad", canta David, pero David la tiene y está más satisfecho "que cuando abundan sus cereales y su mosto ".
Muchos ven una estructura quiástica en el diseño de este salmo.

## Género
Debido a sus declaraciones de confianza, el salmo a menudo se ve como un salmo de confianza. Martín Lutero lo llama un salmo de acción de gracias. Tales declaraciones de confianza también son comunes en las lamentaciones, por lo tanto, a menudo no se hace distinción entre un salmo de confianza y una lamentación. El salmo no se puede asignar a los cánticos de acción de gracias, incluso si la salvación que ha tenido lugar lo sugiere, ya que no hay acción de gracias real.

## Esquema
Erhard S. Gerstenberger estructura el salmo de la siguiente manera: 
- Versículo 1: encabezado
- Versículo 2: Invocación y petición de apertura.
- Versículos 3-6: desafía al oponente
- Versículo 7: Lamento
- Versículo 8f .: confianza, por favor[11]

## Interpretación

### Iglesia católica
Súplica al Señor reconociendo su protección
Principalmente se contrasta el contraste entre la confianza del salmista y la desesperación de los demás.
Con respecto al sacrificio, el salmo se considera hoy en día como “post-culto”, es decir, el sacrificio no está relacionado con un servicio sacrificial en el templo.  La descripción del sacrificio en el versículo 6 (זבחי־צדק) - “ Sacrificio de justicia” (Elberfelder ), “sacrifica lo que es justo” (Biblia de Lutero) - por lo tanto, se interpreta desde el contexto de la jurisprudencia o en términos de limosna.
El salmista pide a Dios que «se levante», en contraste con sus enemigos que «se alzan» contra él (v. 2), rogando su intervención como en el pasado. La súplica por el pueblo sugiere que quien ora podría ser el rey.  
David es el modelo del rey conforme al corazón de Dios, un pastor que intercede por su pueblo. Su oración, marcada por la sumisión a la voluntad divina, la alabanza y el arrepentimiento, se convierte en referencia para la oración de Israel. Inspirado por el Espíritu Santo, es el primer profeta de la oración bíblica. Cristo, como verdadero Mesías e hijo de David, lleva esta oración a su plenitud. Llamar a Dios «Dios de mi justicia» es reconocerlo como el salvador que libra al fiel de la opresión injusta. En la Biblia, la justicia de Dios no solo implica dar a cada uno lo que merece, sino también conceder lo necesario, lo que se traduce en salvación y misericordia.
La súplica para que el Señor escuche la oración encuentra su cumplimiento en los versículos finales (vv. 8-9), donde el salmista expresa la paz y alegría que recibe de Dios. 
El Salmo 4 resalta la alegría, la paz y la seguridad que Dios otorga a quienes confían en Él, incluso en medio de la tribulación. Frente a las dificultades exteriores, Dios responde concediendo paz interior. Este mensaje se ve reforzado en la enseñanza de Santa Teresa de Jesús, quien exhorta a buscar el consuelo divino en el interior del alma, especialmente cuando el apoyo externo es escaso.
Las últimas palabras del salmo (v. 9) tienen un significado especial en la tradición litúrgica, ya que forman parte de la oración antes del descanso nocturno en la Liturgia de las Horas. Su inclusión en esta práctica resalta su idoneidad para transmitir serenidad y confianza en Dios al final del día.

## Texto
| versículo | Versión de la Biblia hebreo original                     | Versión de la Biblia Vulgata latina                                                                                |
| --------- | -------------------------------------------------------- | --- |
| 1         | לַמְנַצֵּחַ בִּנְגִינוֹת, מִזְמוֹר לְדָוִד                                | In finem In carminibus psalmus David                                                                               |
| 2         | בְּקָרְאִי, עֲנֵנִי אֱלֹהֵי צִדְקִי - בַּצָּר, הִרְחַבְתָּ לִּי; חָנֵּנִי, וּשְׁמַע תְּפִלָּתִי  | Cum invocarem exaudivit me Deus iustitiae meae in tribulatione dilatasti mihi miserere mei y exaudi orationem meam |
| 3         | בְּנֵי אִישׁ, עַד-מֶה כְבוֹדִי לִכְלִמָּה - תֶּאֱהָבוּן רִיק; תְּבַקְשׁוּ כָזָב סֶלָה   | Filii hominum usquequo gravi string ut quid diligitis vanitatem et quaeritis mendacium [diapsalma]                 |
| 4         | וּדְעוּ - כִּי-הִפְלָה יְהוָה, חָסִיד לוֹ; יְהוָה יִשְׁמַע, בְּקָרְאִי אֵלָיו      | Et scitote quoniam mirificavit Dominus sanctum suum Dominus exaudiet me cum clamavero ad eum                       |
| 5         | רִגְזוּ, וְאַל-תֶּחֱטָאוּ: אִמְרוּ בִלְבַבְכֶם, עַל-מִשְׁכַּבְכֶם; וְדֹמּוּ סֶלָה        | Irascimini et nolite peccare quae dicitis en cordibus vestris en cubilibus vestris conpungimini [diapsalma]        |
| 6         | זִבְחוּ זִבְחֵי-צֶדֶק; וּבִטְחוּ, אֶל-יְהוָה                            | Sacrificado sacrificium iustitiae et sperate in Domino multi dicunt quis ostendet nobis bona                       |
| 7         | רַבִּים אֹמְרִים, מִי-יַרְאֵנוּ-טוֹב: נְסָה עָלֵינוּ, אוֹר פָּנֶיךָ יְהוָה       | Signatum est super nos lumen vultus tui Domine dedisti laetitiam in rope meo                                       |
| 8         | נָתַתָּה שִׂמְחָה בְלִבִּי; מֵעֵת דְּגָנָם וְתִירוֹשָׁם רָבּוּ                     | Un fructu frumenti y vini y olei sui multiplicati sunt                                                             |
| 9         | בְּשָׁלוֹם יַחְדָּו, אֶשְׁכְּבָה וְאִישָׁן: כִּי-אַתָּה יְהוָה לְבָדָד; לָבֶטַח, תּוֹשִׁיבֵנִי | In pace en id ipsum dormiam y requiescam                                                                           |

### Versión de la Biblia Reina-Valera 1960
1 Respóndeme cuando clamo, oh Dios de mi justicia. Cuando estaba en angustia, tú me hiciste ensanchar; Ten misericordia de mí, y oye mi oración.
2 Hijos de los hombres, ¿hasta cuándo volveréis mi honra en infamia, Amaréis la vanidad, y buscaréis la mentira? Selah
3 Sabed, pues, que Jehová ha escogido al piadoso para sí; Jehová oirá cuando yo a él clamare.
4 Temblad, y no pequéis; Meditad en vuestro corazón estando en vuestra cama, y callad. Selah
5 Ofreced sacrificios de justicia, Y confiad en Jehová.
6 Muchos son los que dicen: ¿Quién nos mostrará el bien? Alza sobre nosotros, oh Jehová, la luz de tu rostro.
7 Tú diste alegría a mi corazón Mayor que la de ellos cuando abundaba su grano y su mosto.

8 En paz me acostaré, y asimismo dormiré; Porque solo tú, Jehová, me haces vivir confiado.

### Versión de la Biblia Reina-Valera 1995
1 ¡Respóndeme cuando clamo, Dios, justicia mía! Cuando estaba en angustia, tú me diste alivio. Ten misericordia de mí y oye mi oración.
2 Hijos de los hombres, ¿hasta cuándo volveréis mi honra en infamia, amaréis la vanidad y buscaréis la mentira? Selah
3 Sabed, pues, que Jehová ha escogido al piadoso para sí; Jehová oirá cuando yo a él clame.
4 ¡Temblad y no pequéis! Meditad en vuestro corazón estando en vuestra cama, y callad. Selah
5 Ofreced sacrificios de justicia y confiad en Jehová.
6 Muchos son los que dicen: «¿Quién nos mostrará el bien?» Alza sobre nosotros, Jehová, la luz de tu rostro.
7 Tú diste alegría a mi corazón, mayor que la de ellos cuando abundaba su grano y su mosto.

8 En paz me acostaré y asimismo dormiré, porque sólo tú, Jehová, me haces vivir confiado.

### Versión de La Biblia de las Américas
1 Cuando clamo, respóndeme, oh Dios de mi justicia. En la angustia me has aliviado; ten piedad de mí, escucha mi oración.
2 Hijos de hombres, ¿hasta cuándo cambiaréis mi honra en deshonra? ¿Hasta cuándo amaréis la vanidad y buscaréis la mentira? 
3 Sabed, pues, que el Señor ha apartado al piadoso para sí; el Señor oye cuando a Él clamo.
4 Temblad, y no pequéis; meditad en vuestro corazón sobre vuestro lecho, y callad. 
5 Ofreced sacrificios de justicia, y confiad en el Señor.
6 Muchos dicen: ¿Quién nos mostrará el bien? ¡Alza, oh Señor, sobre nosotros la luz de tu rostro!
7 Alegría pusiste en mi corazón, mayor que la de ellos cuando abundan su grano y su mosto.

8 En paz me acostaré y así también dormiré; porque solo tú, Señor, me haces habitar seguro.

## Usos

### Judaísmo
- El versículo 5 es parte de las oraciones del Shemá Israel a la hora de dormir.[16]

- El versículo 7 es parte de la oración por el sustento que se recita en las fiestas mayores.[17]

### Nuevo Testamento
- El versículo 4 se cita en La Epístola a los efesios 4:26.[18]

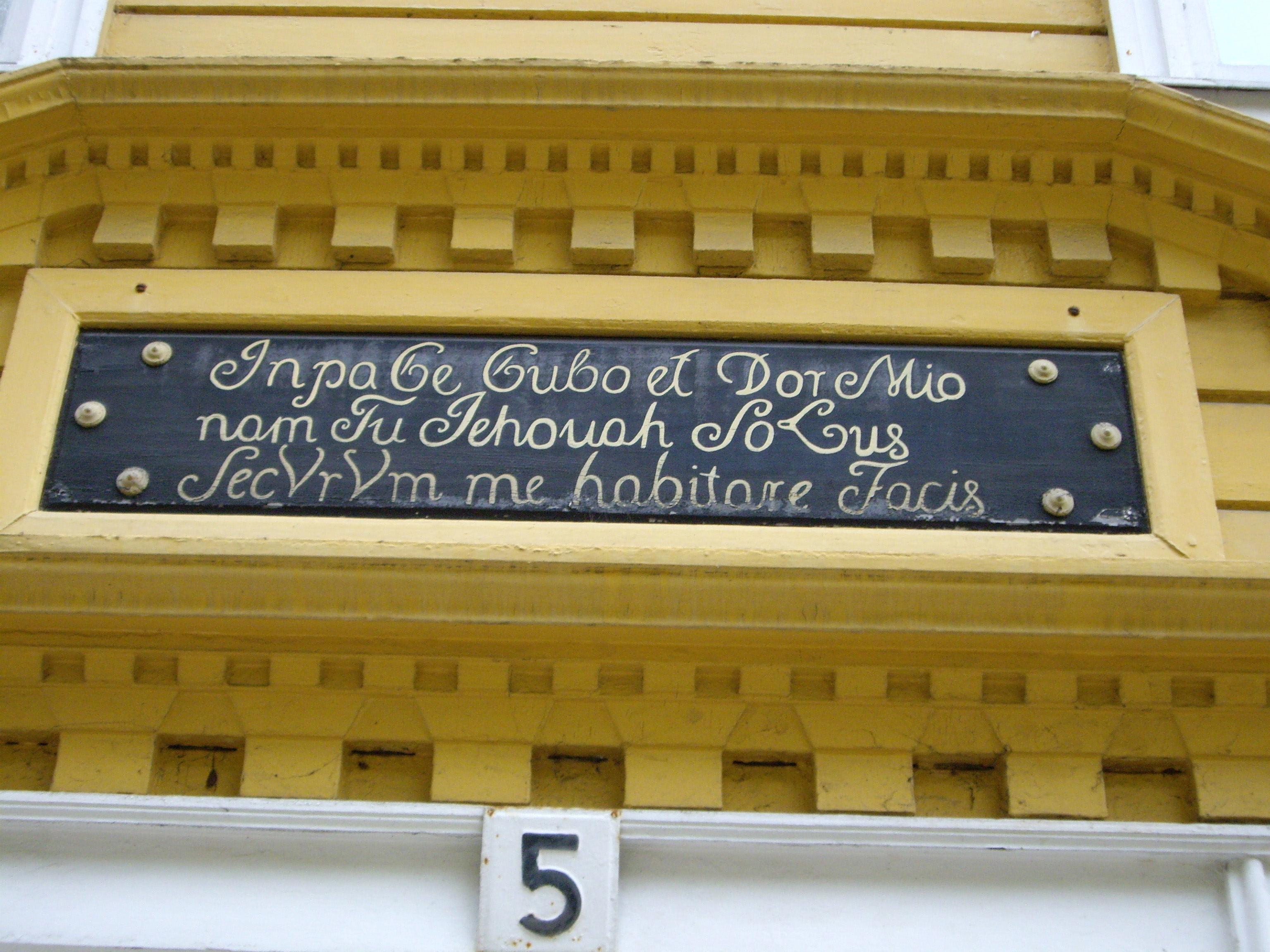
Inscripciones que hacen referencia al Salmo 4

### Libro de oración común
En la Iglesia de Inglaterra en el Libro de Oración Común, el Salmo 4 es designado para ser leído en la mañana del primer día del mes.

### Católico
El salmo forma parte del rito benedictino de la oración vespertina diaria Completas. Después de la reforma del Breviario Romano por el Papa Pío X, sólo se utilizó los domingos y solemnidades. En la Liturgia de las Horas forma parte de Completas en vísperas del domingo y solemnidades. Para facilitar la comprensión se le asigna a cada salmo un título en rojo (rúbrica) que no forma parte del salmo. El título del Salmo 4 es Acción de gracias.

## Música
Michel Richard Delalande escribió un gran motete (S41) para este salmo en 1692 para los servicios celebrados en el Palacio de Versalles, incluido Luis XIV. Henry Desmarest, contemporáneo de Michel Richard Delalande, también escribió un gran motete sobre este salmo. Marc-Antoine Charpentier compuso hacia 1689 un "Cum invocarem exaudivit me" H.198 , para solistas, coro, flauta, cuerda y continuo. Henry Desmarest, Nicolas Bernier, André Campra, montaron un gran motete "Cum invocarem exaudivit me".